# مهندسی زمین‌لرزه
مهندسی زمین‌لرزه (به انگلیسی: Earthquake Engineering) زمینه‌ای‌ست بسیار متنوع و وسیع شامل مجموعه‌ای بزرگ از دانش‌ها و فنون گوناگون که حول اهداف حیاتی مربوط به مطالعه، طراحی، اجراء، کنترل و نگهداری انواع سازه‌ها و پروژه‌های عمرانی در مقابل تأثیرات نیروها و بارهای ناشی از وقوع زمین‌لرزه‌های احتمالی و حصول هرچه افزون‌تر اطمینان از حداقل بودن خسارات واردآمده، باهم جمع آمده‌اند. در مهندسی زلزله سعی می‌شود که بااستفاده از این دانش‌ها سازه‌هایی بسازند که با لرزش‌های خفیف دچار خرابی نشوند و در لرزش‌های شدیدتر فرو نریزند.

## بارهای ناشی از زمین‌لرزه
در مقایسه با بارهای عادی و نرمال وارد بر سازه‌ها، نیروهای ناشی از زلزله تفاوت‌های عمده‌ای را دارا می‌باشد. در اغلب موارد، وجود همین تفاوت‌هاست که کار طراحی و مقاوم‌سازی در برابر این پدیدهٔ طبیعی و بالقوه ویران‌گر را دشوار ساخته و به‌دور از اطمینان و امکان قرار می‌دهد:
1. نیروهای ناشی از زلزله به صور مختلف، از زمین وارد ساختمان شده، در حالی‌که، بارهای معمولی مورد انتظار در طول عمر سازه، اغلب به صورت قائم است و پس از پشت سر نهادن فونداسیون ساختمان، وارد زمین می‌شود.
2. بارهای مربوط به خدمات هر روزه و عادی مورد انتظار از ساختمان، تقریباً همیشه و در تمامی مدت عمر آن پیش می‌آید، در حالی‌که، در طول همان مدت، ممکن است حتی یک زلزله هم در منطقهٔ مورد نظر رخ ندهد.

## فلسفهٔ طراحی و اجراء
به‌خاطر خصوصیات و ویژگی‌های بالا، چنانچه تصمیم بگیریم ساختمان‌ها را کاملاً مقاوم و پاسخگو در مقابل زلزله‌های مهیب طراحی و احداث نمائیم، مقادیر هنگفتی مصالح و امکانات فنی و مالی اضافی مصرف خواهد شد، که شاید در عمل هرگز هم مورد نیاز قرار نگیرد؛ بنابراین، فلسفهٔ طراحی و اجراء اغلب سازه‌ها را بر تجویز و تحمل خرابی‌ها و آسیب‌های احتمالی در زمین‌لرزه‌های نادر قرار می‌دهیم، ولی همواره در پی آموختن و به‌کار گرفتن شیوه‌ها و تکنیک‌هایی هستیم که از فروریختن کامل سازه‌ها، حتی در شرائط نسبتاً بحرانی جلوگیری شود. باید سعی شود که یک سازه بتواند در حین زلزله و بعد از آن دو عملکرد مهم خود یعنی ایمنی (safety) و سرویس‌دهی (serviceability) را حفظ کند. یک سازه زمانی ایمن خوانده می‌شود که فرو ریختگی‌‌ای، چه به‌صورت کامل چه در قسمتی از آن به‌نحوی که خطر جانی برای افراد داخل یا اطرافش ایجاد می‌کند‌، نداشته باشد.

## ارزیابی عملکرد لرزه‌ای
در ارزیابی عملکرد لرزه‌ای ساختمان‌ها بررسی می‌شود که سازه بعد یا هنگام یک زلزله مشخص می‌تواند عملکرد‌های مهم خود یعنی ایمنی و سرویس‌دهی را حفظ کند یا نه.

### ارزیابی تجربی
ارزیابی تجربی معمولا با گذاشتن یک مدل از سازه با مقیاس مشخص بر روی یک میز لرزان (shake table) انجام می‌شود که حرکات این میز، مشابه لرزش‌های زمین است. در این آزمایش می‌توان رفتار سازه را دربرابر لرزه‌ها متوجه شد. این آزمایش بسیار گران است.

### ارزیابی تحلیلی
آنالیز لرزه‌ای ساختمان یک ابزار قدرت‌مند برای مهندسی زلزله است که بر روش‌های دینامیک سازه‌ای استوار است. از دهه‌ها، رایج‌ترین روش آنالیز لرزه‌ای بررسی طیف پاسخ سازه‌ها بوده که به تهیه و تدوین آیین‌نامه‌ها و ضوابط ساختمانی کمک کرده است.